# Krokodýlí farma Velký Karlov

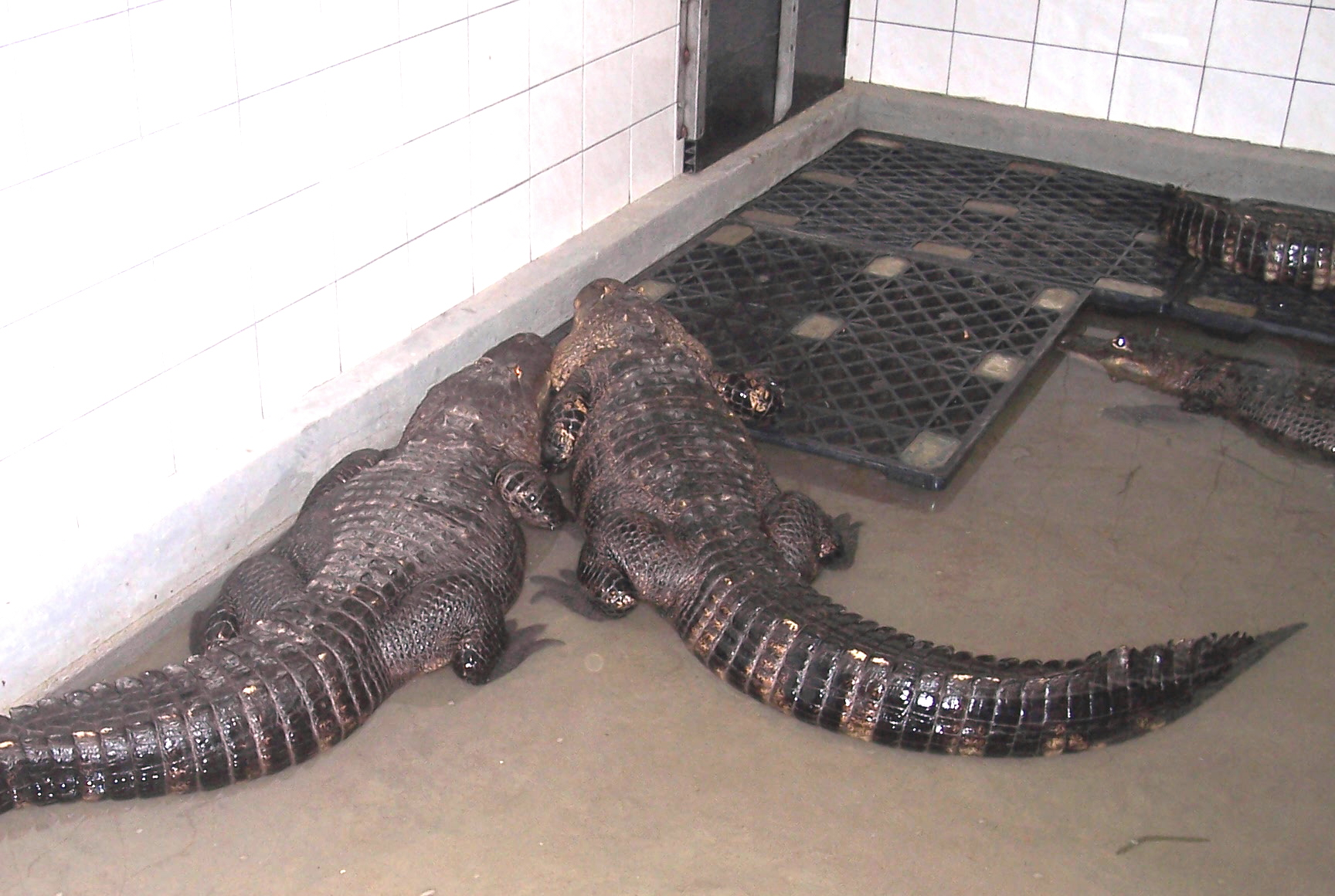
Krokodýli ve Velkém Karlově, 2007

Krokodýlí farma Velký Karlov v okrese Znojmo byl hospodářský a agroturistický velkochovný projekt společnosti Agrofert. Farmu založila místní společnost AGRO Jevišovice a. s. v roce 2005. Původní plány počítaly s chovem cca 800 krokodýlů nilských, z nichž mělo být ročně asi 200 poráženo a využito jako zdroj kůže na luxusní oděvy a masa. Chov krokodýlů se ukázal jako prodělečný a v červenci 2014 byla farma ve Velkém Karlově zrušena.

## Historie projektu
AGRO Jevišovice a. s. se věnuje zemědělské činnosti v Česku a na Ukrajině a patří též k největším producentům kuřat v Česku, ročně prodá asi 20 milionu brojlerů, roční obrat byl v roce 2008 uváděn kolem dvou miliard korun. Jedna z dceřiných firem provozuje ve Velkém Karlově největší bioplynovou stanici ve střední a východní Evropě, s ročním výkonem 2,7 megawattu.
V roce 2005 začala společnost AGRO i s chovem krokodýlů, které zpočátku využívalo pro likvidaci nevyvinutých kuřat, čímž ušetřila za kafilérii a chystala zisk z prodeje krokodýlích kůží. Brzy společnost přišla i s nápadem vybudovat v okolí farmy ve Velkém Karlově celý agroturistický zábavní areál na ploše 40 hektarů, kde má být mimo jiné dětský koutek s hospodářskými zvířaty, turistická jízdárna, motýlí pavilon. systém rybníčků, restaurace s rozhlednou či motokárová dráha. V roce 2005 vznikla v areálu podniku v Jevišovicích ze zrekonstruované barokní sýpky sportovně-kulturní centrum s bowlingem, kuželkami, restaurací s internetem a informačním centrem, roku 2006 přibyl krytý plavecký bazén se saunou a masážní koupelí.
9. října 2006 se konalo ve Velkém Karlově veřejné projednání záměru výstavby „Agroturistického areálu s krokodýlí farmou“.
Krokodýlí farma má být jen jedním z asi deseti zamýšlených objektů areálu. Hnutí Duha však investora podezírá, že AGRO chce ve skutečnosti postavit jen krokodýlí velkochov a agroturistický areál je jen zástěrka. V procesu posuzování vlivů na životní prostředí byla investorovi stanovena podmínka, že všechny stavby areálu musí být ve stavebním řízení projednávány jako jeden celek, investor však ve stavebním řízení dodal dokumentaci pouze pro krokodýlí farmu.
29. listopadu 2006 zaslala skupina občanských sdružení (Nesehnutí Brno, Greenpeace ČR, Děti Země, Svoboda zvířat - ZO ČSOP, Ochránci hospodářských zvířat, Společnost pro zvířata, Česká společnost pro výživu a vegetariánství a brněnská místní skupina Hnutí Duha) s podporou odborné sekce ochrany zvířat Strany zelených nesouhlasný otevřený dopis vedení společnosti, v němž upozorňují, že velkochov a zabíjení divokých (nedomestikovaných) zvířat považují za krajně neetické a zbytečné, a žádají investora, aby od záměru ustoupil. Záměr považují za vysoce nevhodný v kontextu výchovy dětí i dospělých k respektování divoké přírody a výchovy k úctě k životu, produkce luxusních surovin nemá přínos ani pro většinu obyvatel. Nesehnutí založilo speciální stránku, jejíž pomocí stovky odpůrců záměru zaslalo protestní e-maily vedení společnosti AGRO. Od té doby proti chovu opakovaně protestovaly a uplatňovaly nesouhlas a námitky ve správních řízeních. Plzeňská pobočka Dětí Země nominovala předsedu družstva (tj. zřejmě akciové společnosti AGRO) Bohumíra Radu v souvislosti s tímto projektem a též s bioplynovou stanicí, která fakticky funguje jako kafilérie, na titul Ropák roku 2007, žádné z vyhlašovaných třech míst však nezískal. Obyvatelé domů v blízkosti plánovaného areálu zejména kvůli předpokládanému znečištění ovzduší i vody. Odpůrce záměru podráždil též posudek, který k dokumentaci vypracoval Ing. Miroslav Vraný, který akceptoval, že přistěhovalci z asijských zemí přinášejí do země jiné stravovací zvyklosti, předpokládal budoucí vznik faremních chovů psů či některých druhů plazů či hmyzu a konstatoval, že je na každém, jakým způsobem se dokáže vypořádat s psychickou újmou, zda bude stačit, aby krokodýlí maso nezařazoval do svého jídelníčku, nebo bude nucen hledat azyl v zemích, kde zákony striktně zakazují konzumaci krokodýlího masa tak, jak je třeba v Indii situace s ochranou skotu. Možností vystěhování se vypořádává také s námitkou týkající se alergických reakcí.
Stavební řízení probíhá od roku 2007. Stavební úřad v červnu 2008 vydal stavební povolení pro krokodýlí farmu, ale krajský úřad jej ale o 4 měsíce později zrušil, protože ve stavební komunikaci chyběly významné části projektu a stavební úřad rozhodoval nezákonně. V novém projednání investor doplnil požární zprávu. Investor odpůrce projektu obviňuje, že mu brání v podnikání.
V únoru 2011 schválil antimonopolní úřad sloučení AGRO Jevišovice a. s. se společností Agrofert Holding Andreje Babiše. Skupina Agrofert vlastní AGRO Jevišovice prostřednictvím společnosti NAVOS.
V květnu 2011, kdy ministerstvo zemědělství zahájilo veřejné připomínkové řízení o návrhu vyhlášky týkající se porážek krokodýlů, ještě nebylo rozhodnuto, zda by krokodýli byli poráženi v Kostelci u Jihlavy (tamější jatka patří rovněž Agrofertu), v drůbežářském závodě v Modřicích nebo zda by vznikla specializovaná jatka přímo v místě farmy.
Koncem července 2013 Agrofert ve svém propagačním týdeník uvedl, že již proběhly čtyři série porážek. Zvířata se na porážku odvážejí do Jevišovic, kde ji provádějí dojíždějící řezníci z Kosteleckých uzenin. Vykrvená a očištěná zvířata pak odvážejí do Kostelce, kde je stahují a porcují, Kostelecké uzeniny zajišťují i prodej masa. Velkoobchodní cena masa je podle části těla 250 až 900 Kč/kg, zatímco z dovozu je dostupné až za 1200 Kč/kg. Předpokládá se distribuce jen do restaurací, hlavním sortimentem jsou steaky z ocasní a hřbetní části, krom toho by měly být v nabídce i ořezy nohou a žeber. 200gramový steak stojí v restauraci kolem 650 Kč. Z jednoho zvířete je asi 25 až 30 kilogramů masa. Vybělené kosti si Kostelecké uzeniny ponechávají na suvenýry, kůže zůstávají v Jevišovicích a o jejich využití zatím nebylo rozhodnuto. Deset živých krokodýlů prodala farma do zájmového chovu panu Blažíčkovi z hotelu Dukla ve Znojmě. Centimetr délky živého krokodýla stojí kolem 100 Kč, takže dvoumetrové zvíře stojí 20 tisíc Kč.
V červenci 2014 prodělečný chov krokodýlů ve Velkém Karlově skončil a farma byla uzavřena, v Jevišovicích zůstalo 42 krokodýlů nilských, vystavovaných v objektu Krokoterária jako atrakce pro turisty.

## Popis chovu
Důvodová zpráva ministerstva zemědělství z počátku května 2011 uvádí, že na farmě je celkem 231 krokodýlů ve dvou věkových skupinách, a to chovné stádo 43 kusů šestiletých krokodýlů, kteří nepocházejí z volné přírody, ale byli odchování na území Evropské unie a do České republiky dovezeni v roce 2004, pro všechna tato zvířata má chovatel registrační list ohrožených druhů (CITES) a všichni tito krokodýli jsou podle čl. 66 nařízení Komise (ES) č. 865/2006 ze dne 4. května 2006 o prováděcích pravidlech k nařízení Rady (ES) č. 338/1997 o ochraně druhů volně žijících živočichů a planě rostoucích rostlin regulováním obchodu s nimi, v platném znění, označeni čipem. Druhou skupinu tvoří 188 kusů čtyřletých krokodýlů dovezených v roce 2006 z farmy v Bangkoku v Thajsku, kteří rovněž nepocházejí z odchytu ve volné přírodě, jsou označeni čipem a byly pro ně vystaveny registrační listy ohroženého druhu. První skupina krokodýlů je určena jen k rozmnožování a nemá být použita k jatečným účelům, druhá skupina je určena k jatečnému zpracování. O krokodýlech další generece, odchovaných na české farmě, se zpráva zmiňuje jen hypoteticky jako o budoucí možnosti.
Agrofert podědil asi 250 zvířat, do července 2013 snížil jejich počet asi na 200, výhledově chce počet chovaných zvířat ustálit na 60 až 70 kusů. Pokud Kostelecké uzeniny uspějí s prodejem masa, chce se farma pokusit krokodýly i množit. Chov je a podle očekávání farmy vždy bude ztrátový, firma jím však proslulá a nehodlá to měnit.

## Legislativní podmínky
Začátkem května 2011 média informovala o návrhu vyhlášky, která údajně zařazuje krokodýly mezi jateční zvířata, přičemž v důvodové zprávě ministerstvo argumentuje tím, že na farmě jevišovického Agra dorůstají krokodýli do jatečního věku a pokud by přerostli, představovali by zvýšené nebezpečí pro chovatele a vyvstal by problém s jejich dalším uplatněním. V legislativním procesu je krátká novela vyhlášky ministerstva zemědělství č. 382/2004 Sb., o ochraně hospodářských zvířat při porážení, utrácení nebo jiném usmrcování, která do této vyhlášky doplňuje předepsaný postup omračování krokodýlů, a návrh nové vyhlášky o veterinárních požadavcích na porážení krokodýlů a další zpracování masa a živočišných produktů pocházejících z krokodýlů. V důvodové zprávě ministerstvo uvádí, že výčet hospodářských zvířat ve veterinárním zákonu je demonstrativní, nikoliv taxativní, a proto je možné krokodýla podle dosavadního záona považovat za hospodářské, jatečné zvíře. Český plemenářský zákon krokodýly nezmiňuje a nevztahuje se na ně, pro označování krokodýlů však platí čl. 66 nařízení Komise (ES) č. 865/2006 ze dne 4. května 2006 o prováděcích pravidlech k nařízení Rady (ES) č. 338/1997 o ochraně druhů volně žijících živočichů a planě rostoucích rostlin regulováním obchodu s nimi. Evropské nařízení stanovující zvláštní hygienická pravidla pro potraviny živočišného původu se zpracováním krokodýlího masa pocházejícího z farmových chovů pro výživu lidí zatím nezabývá, ale rada a parlament EU údajně již začal připravovat zapracování. V současné době se na zpracování krokodýlího masa vztahují obecná nařízení o hygieně potravin a o organizaci úředních kontrol produktů živočišného původu určených k lidské spotřebě.
Tomáš Kramár za občanské sdružení Oživení vyjádřil nesouhlas s tím, že je měněna vyhláška kvůli tomu, aby nevznikla škoda jedné firmě, která při zakládání chovu věděla, že porážka krokodýlů není povolena.
Mluvčí Státní veterinární správy Josef Duben v květnu 2011 uvedl, že krokodýly kvůli masu a kůži nechová žádná okolní země. Zoolog Pavel Moucha, předseda České asociace pro chov a ochranu krokodýlů, řekl, že pokud ví, tak v Evropě není žádná farma, která by krokodýly chovala vysloveně na maso a kůži – jedna vznikala ve Francii u jaderné elektrárny, ale pak byla místo toho změněna v zoo. Moucha také uvedl, že zatímco před třiceti lety většina zpracovávaných krokodýlích kůží pocházela z volné přírody, nyní 96 % pochází z faremních chovů.
Od dubna 2013 vyhláška zařadila krokodýly mezi jateční zvířata.